# Allominettia mactans
Allominettia mactans är en tvåvingeart som först beskrevs av Fabricius 1794.  Allominettia mactans ingår i släktet Allominettia och familjen lövflugor.
Artens utbredningsområde är Franska Guyana. Inga underarter finns listade i Catalogue of Life.